# Igrejas e Capelas de Macau
Na Região Administrativa Especial de Macau da República Popular da China, a maioria da população é budista. Mas, mesmo assim, existe em Macau uma comunidade cristã de número considerável (mais de 30 mil), por isso em Macau existem muitas igrejas. O número considerável de igrejas nesta terra chinesa revela-se logo no antigo nome oficial da Cidade de Macau (ex-colónia portuguesa): Cidade do Santo Nome de Deus de Macau, Não Há Outra Mais Leal. As igrejas mais antigas de Macau são: a Igreja de S. Lourenço, a Igreja de S. Lázaro, a Igreja de St. António e a Igreja da Madre de Deus. Estas três igrejas são todas católicas e construídas no século XVI.
Algumas igrejas e capelas foram incluídos no Centro Histórico de Macau, que por sua vez está incluído na Lista do Património Mundial da Humanidade da UNESCO, tais como a Igreja de S. Lourenço, a Igreja de S. José, a Igreja de Santo Agostinho, a Igreja da Sé, a Igreja de São Domingos, as Ruínas de S. Paulo (a antiga Igreja e Colégio de S. Paulo), a Igreja de Santo António, a Capela Protestante e a Capela de Nossa Senhora da Guia.

## Igrejas católicas

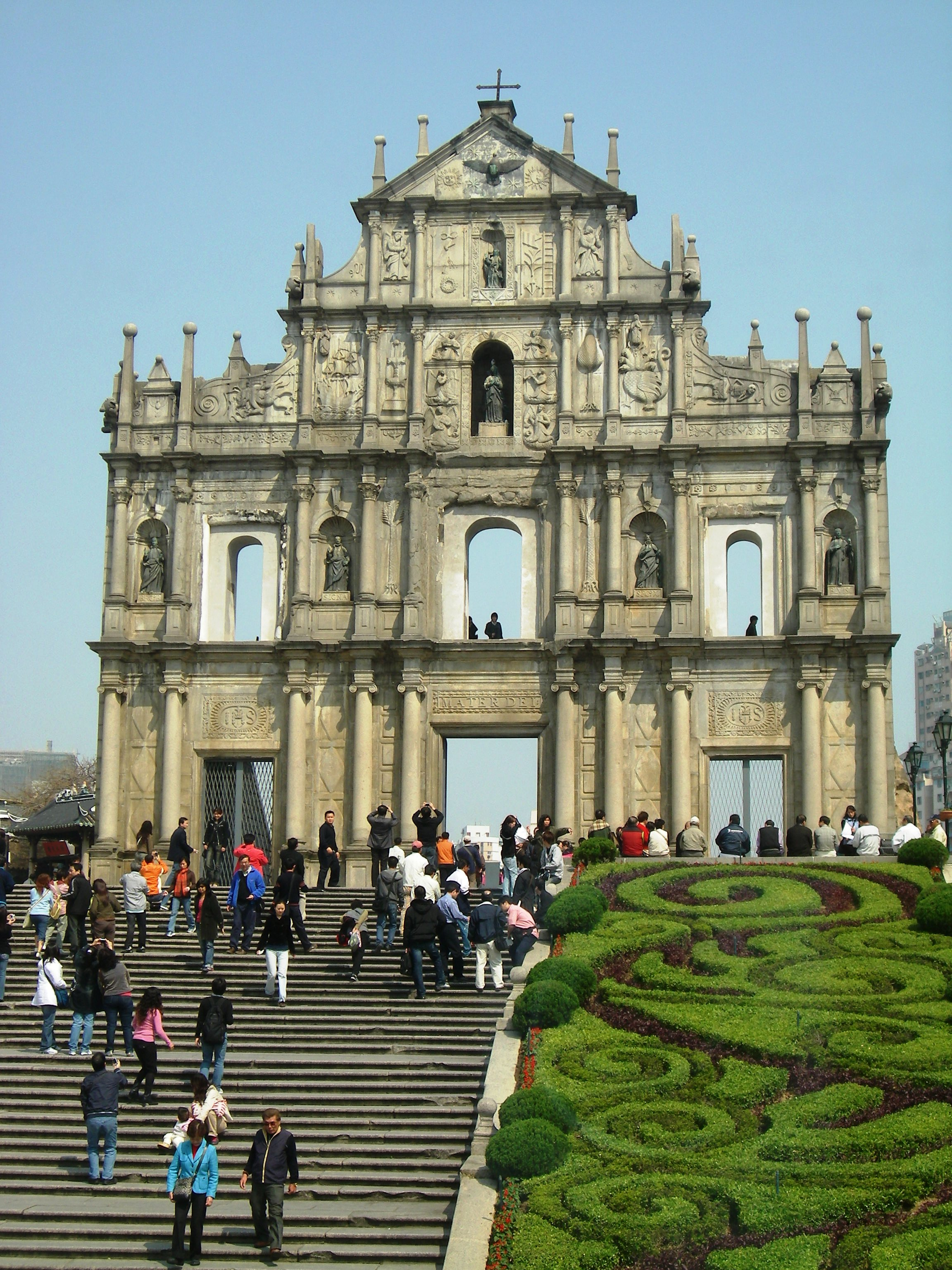
Ruínas de São Paulo, a fachada do que era originalmente da Igreja de São Paulo, anexa ao Colégio de São Paulo. A igreja foi construída em 1602 e destruída em 1835.

As primeiras igrejas católicas foram construídas e administradas pelos missionários e por ordens religiosas, como os jesuítas (eles construíram a Igreja de Santo António, a Igreja de São Lourenço, a Igreja da Madre de Deus e o famoso Colégio de S. Paulo), os dominicanos (eles construíram a Igreja de São Domingos) e os agostinianos (eles construíram a Igreja de Santo Agostinho). Estes missionários chegaram em massa a Macau a partir do século XVI, tornando este pequeno mas, naquela altura, o único estabelecimento comercial europeu na China um ponto de partida e formação de missionários no Extremo Oriente. Estes missionários iam estudar para o Colégio de S. Paulo, a primeira universidade de tipo ocidental existente na Ásia e destruída por um incêndio em 1835, juntamente com a Igreja adjacente. Depois de efectuado os estudos sobre teologia, filosofia, cultura e língua chinesa, estes missionários iam para a China e outras partes da Ásia evangelizar. Eles construíram várias igrejas em Macau, tornando-as bases de apoio à missionação e às celebrações religiosas. Estas também tinham a função de servir a população católica e convertida da Cidade.
As igrejas foram-se multiplicando devido ao crescimento da população católica e ao aumento da actividade missionária. Estas igrejas foram construídas quer pela Diocese de Macau (fundada em 1576) quer pelas ordens religiosas, com base no estilo arquitectónico da Europa (algumas igrejas foram construídas até em estilo barroco), mas apresentam também traços arquitectónicos orientais, principalmente chineses. A primeira Catedral da diocese esteve na Igreja de São Lázaro, que foi transferida em 1623 para a Igreja da Sé. Em 1622, foram construídas a Capela de Nossa Senhora da Guia (inicialmente gerida pelas clarissas) e a Capela de Nossa Senhora da Penha. No século XVIII, foram construídas a Capela de São Tiago (em 1740) e a Igreja de São José (em 1758), anexa ao Seminário jesuíta de São José. Em 1875, foi construída a Capela de São Miguel, anexa ao cemitério com o mesmo nome.
A importância de Macau como ponto de partida e formação de missionários foi reforçada com a fundação do Seminário de São José, em 1728 pelos jesuítas, para ajudar a formar missionários e também padres. Esta situação estável e próspera perdurou-se até 1762, quando os jesuítas foram expulsos do Império português, devido às ordens do Marquês de Pombal. Na sequência deste acontecimento, o abandonado Colégio de S. Paulo foi utilizado pelas autoridades de Macau como um quartel militar, que acabou por ser destruído, juntamente com a Igreja anexa, por um incêndio em 1835.
Em 1834, todas as ordens religiosas foram expulsas de Portugal e dos seus territórios, incluindo Macau. Todas os seus bens e propriedades, incluindo as igrejas e os conventos, foram confiscadas e utilizadas pelas autoridades anticlericais como quartel militar ou hospital, entre outras coisas. O caso mais gritante foi a demolição em 1861 do Convento e Igreja de São Francisco (construídos pelos franciscanos) pelo Governo de Macau, que construiu no seu lugar o Quartel de São Francisco (em 1864/1866), que aloja actualmente o Comando das Forças de Segurança de Macau. Porém, a partir da segunda metade do século XIX, a situação política portuguesa começou a suavizar-se. Consequentemente, o Governo de Macau concedeu a administração da Igreja de São Domingos à Confraria de Nossa Senhora do Rosário da Mãe de Deus e a administração da Igreja de Santo Agostinho à Confraria de Nosso Senhor Bom Jesus dos Passos, tornando-as novamente em locais de culto católico. Ainda hoje, estas confrarias católicas administram estas igrejas, mantendo-as abertas ao culto católico.
Com o decorrer do século XIX, a ex-colónia portuguesa de Macau expandiu-se para o norte da Península de Macau e, posteriormente, para as ilhas da Taipa e de Coloane. Com a expansão da cidade, novas igrejas foram construídas pela diocese nestas novas urbanizações, tais como a Igreja de Nossa Senhora do Carmo na ilha da Taipa (em 1885), a Igreja ou Capela de São Francisco Xavier na vila de Coloane (em 1928), a nova Igreja de São Francisco Xavier em Mong-Há (em 1951), a Igreja de Nossa Senhora das Dores em Ka-Hó (em 1966), a nova Igreja de Nossa Senhora de Fátima no bairro Tamagnini Barbosa (em 1967) e a Igreja de São José Operário em Iao Hon (em 1998).
Inicialmente, as igrejas mais antigas eram construídas com madeira, taipa, bambu, palha, esteiras e argila. A partir de meados do século XVII, a pedra, o tijolo, a argamassa e outros materiais mais modernos (ex: betão) acabaram por tornar-se nos materiais mais comuns de construção. Devido principalmente a danos causados por incêndios ou tufões, muitas das igrejas foram alvo de amplificação, reparação e reconstrução, tais como a Capela de Nossa Senhora da Penha em 1935, a Igreja da Sé em 1850 e em 1937/1938, a Igreja de São Lourenço em 1801/1803, a Igreja de Santo António em 1638 e em 1940, a Igreja de Santo Agostinho em 1814, a Igreja de São Domingos em 1997 e a Igreja de São Lázaro em 1885/1886.
Além de Deus, as igrejas católicas de Macau são dedicados à Virgem Maria, aos outros Santos populares (ex: Santo António) ou aos santos fundadores das ordens religiosas que as construíram (ex: São Domingos e Santo Agostinho). Elas continuam a funcionar e quase todos celebram pelo menos a Missa dominical. As igrejas maiores e mais populares, como a Sé Catedral, celebram-se diariamente missas.

### Lista
Segundo as estatísticas do Governo da RAEM, a Diocese de Macau possuiu 18 igrejas e capelas com edifício próprio e 56 capelas nas suas instalações diocesanas. Segue-se uma lista incompleta das igrejas e capelas católicas em Macau:
- Igreja da Sé, que é a Catedral da Diocese de Macau;[3]
- Igreja de São Lourenço;[3]
- Igreja de Santo Agostinho;[3]
- Igreja de São Lázaro;[3]
- Igreja de São José;[3]
- Igreja de São Domingos;[3]
- Igreja de Nossa Senhora de Fátima;[3]
- Igreja de Nossa Senhora das Dores;[3]
- Igreja de Nossa Senhora do Carmo;[3]
- Igreja de Santo António;[3]
- Igreja de São Francisco Xavier (em Mong-Há, Península de Macau);[3]
- Capela de Nossa Senhora da Guia;[3]
- Capela de Nossa Senhora da Penha;[3]
- Igreja ou Capela de São Francisco Xavier (Vila de Coloane);[3]
- Capela de São Tiago;[3]
- Capela de São Miguel;[3]
- Igreja de São José Operário.

## Igrejas protestantes
Os protestantes formam uma minoria cristã em Macau. Esta comunidade começou a formar-se no século XIX, com a chegada de missionários protestantes britânicos e americanos. Uma das capelas de maiores expressões que os protestantes construíram é a Capela Protestante, situada dentro do Cemitério Protestante.
Durante o século XX, o número de protestantes aumentou bastante e as igrejas deles começaram a multiplicar-se. Estes locais de culto são simples e pequenas.
Actualmente, existe em Macau cerca de 6 mil protestantes e cerca de 70 igrejas protestantes. As principais confissões protestantes nesta região são: a Baptista, o Anglicanismo, o Luteranismo, a Reformed Church, o Presbiterianismo, o Metodismo e o Pentecostalismo. Para além destas confissões principais, existe ainda várias organizações protestantes locais independentes, destacando-se a Christian & Missionary Alliance Church.